# Ficinia spiralis
Ficinia spiralis är en halvgräsart som först beskrevs av Achille Richard, och fick sitt nu gällande namn av A. Muthama Muasya och De Lange. Ficinia spiralis ingår i släktet Ficinia och familjen halvgräs. Inga underarter finns listade i Catalogue of Life.

## Bildgalleri

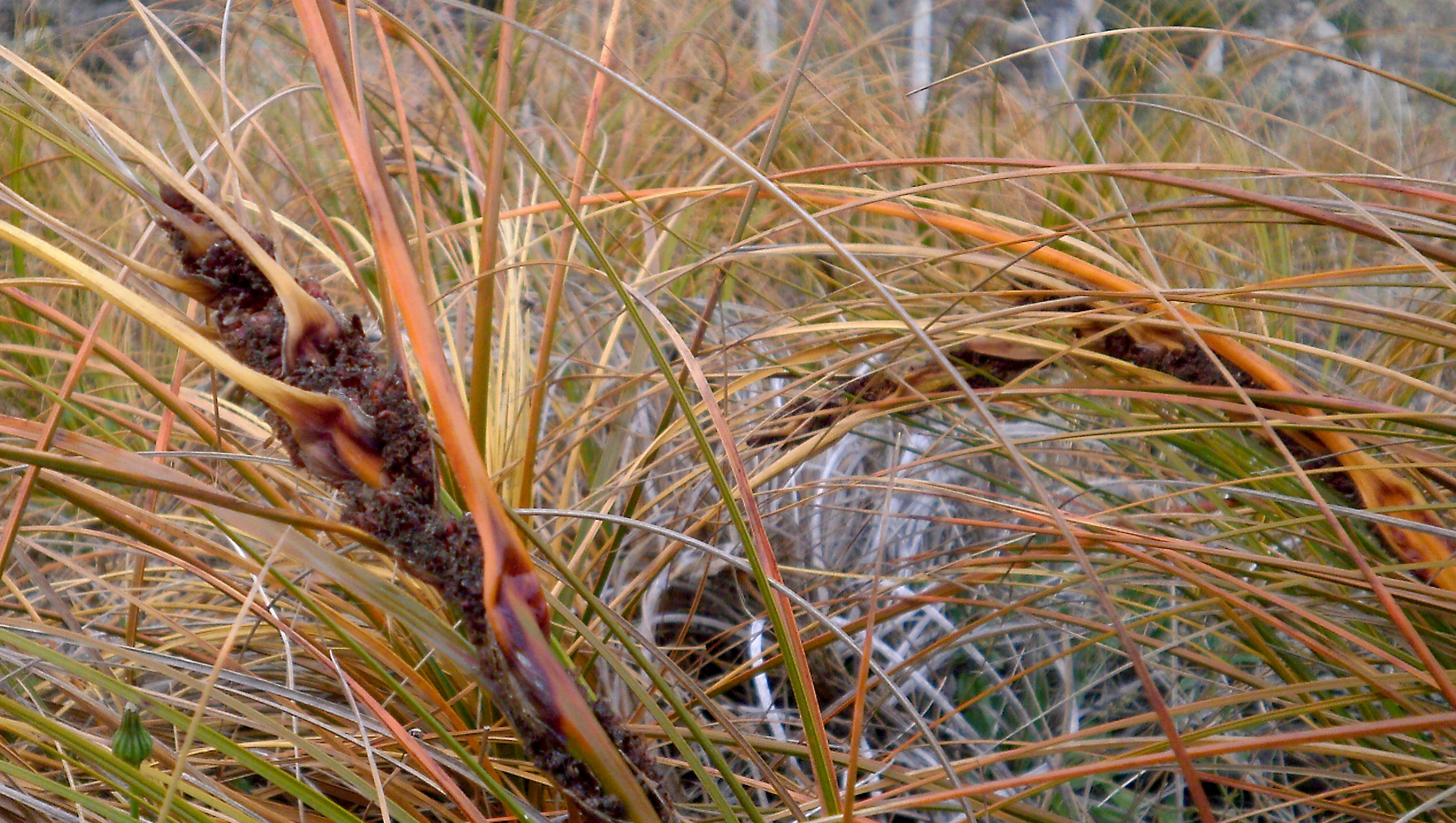
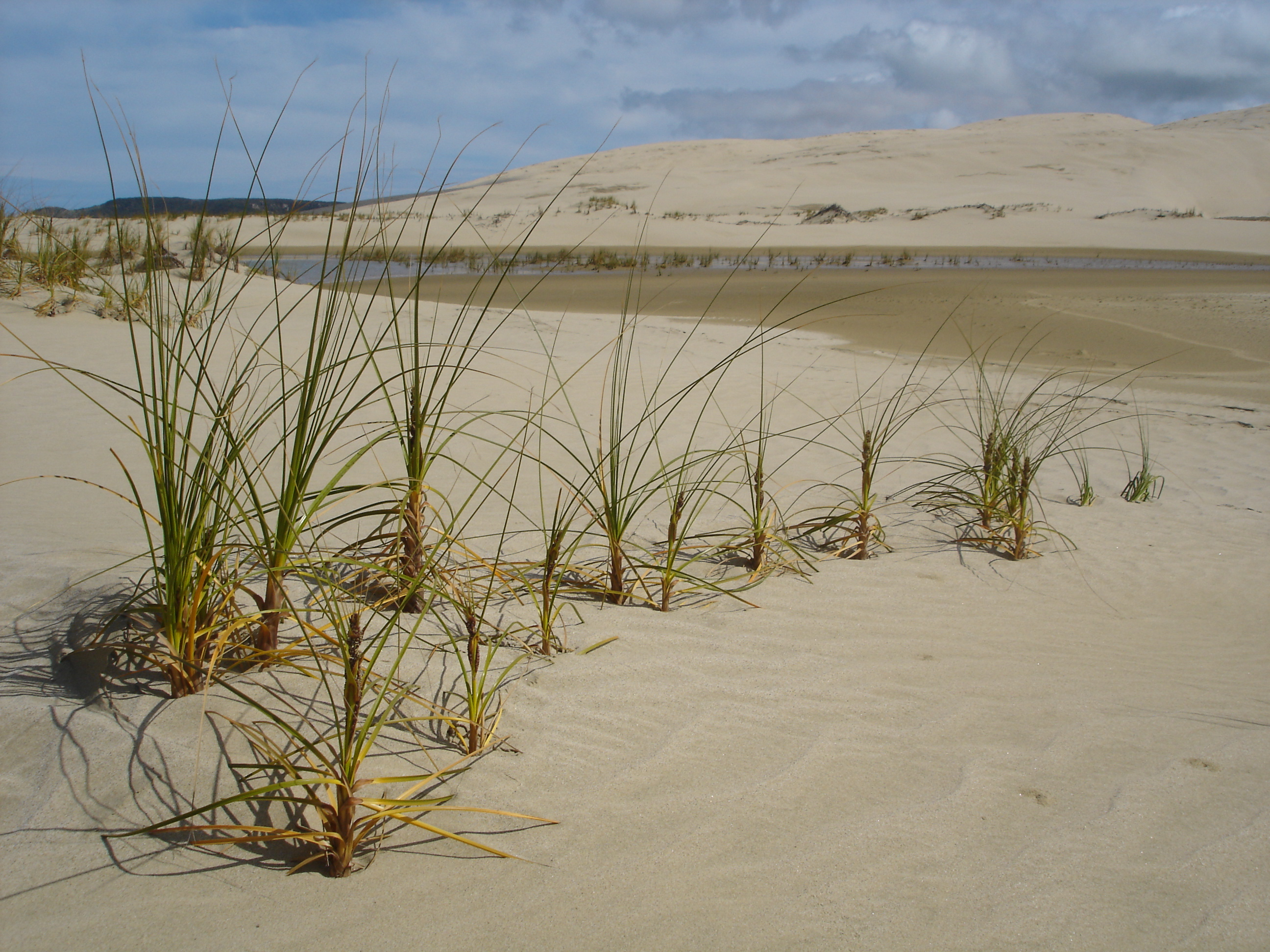